# Peilstein im Mühlviertel
Peilstein im Mühlviertel település Ausztriában, Felső-Ausztria tartományban, a Rohrbachi járásban, területe 23 km².

## Fekvése
Tengerszint feletti magassága 584 méter. Peilstein im Mühlviertel Ulrichsberg, Aigen-Schlägl, Oepping, Sarleinsbach, Kollerschlag, Nebelberg és Julbach településekkel határos.

## Népesség
Lakosainak száma 1541 fő (2018. január 1.).